# Vallirana
Vallirana è un comune spagnolo di 9 866 abitanti situato nella comunità autonoma della Catalogna.